# Troisième arrondissement électoral du Nord (Lille) de 1830 à 1831
Le 3e arrondissement électoral du Nord était l'une des 8 circonscriptions législatives françaises que comptait le département du Nord  la première année de la Monarchie de Juillet.

## Description géographique et démographique
Le 3e arrondissement électoral du Nord était situé à la périphérie de l'agglomération Lilloise. Située entre les arrondissements d'Hazebrouck et de Douai, la circonscription est centrée autour de la ville de Lille. 
Elle regroupait les divisions administratives suivantes : Canton de Lille-Centre ; Canton de Lille-Ouest ; Canton de Quesnoy-sur-Deûle ; Canton de Lannoy ; Canton de Roubaix ; Canton de Tourcoing-Nord et le Canton de Tourcoing-Sud.

## Historique des députations
| Législature     | Début de mandat | Fin de mandat | Député élu              | Parti politique        | Observations |
| --------------- | --------------- | ------------- | ----------------------- | ---------------------- | ------------ |
| Ire législature | 21 octobre 1830 | 31 mai 1831   | François Barrois-Virnot | Majorité ministérielle |              |